# 煎茶 (日本茶)

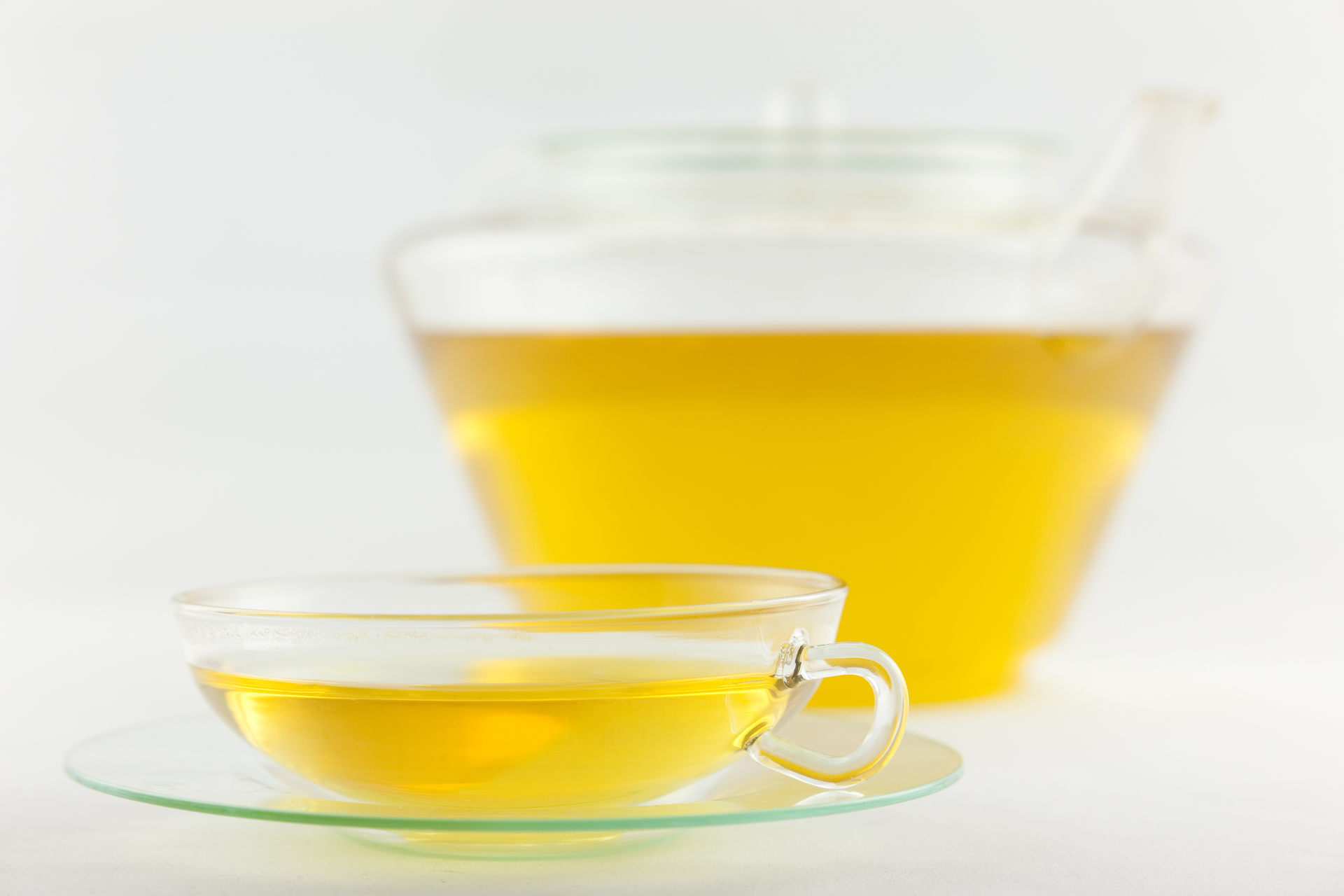
煎茶

煎茶是一種日式綠茶。煎茶外觀呈翡翠般的青綠色，口感甘甜、略有澀味。煎茶是属于日本最受歡迎的綠茶種類。
飲用煎茶的方式，稱為煎茶道。

## 廣義的煎茶

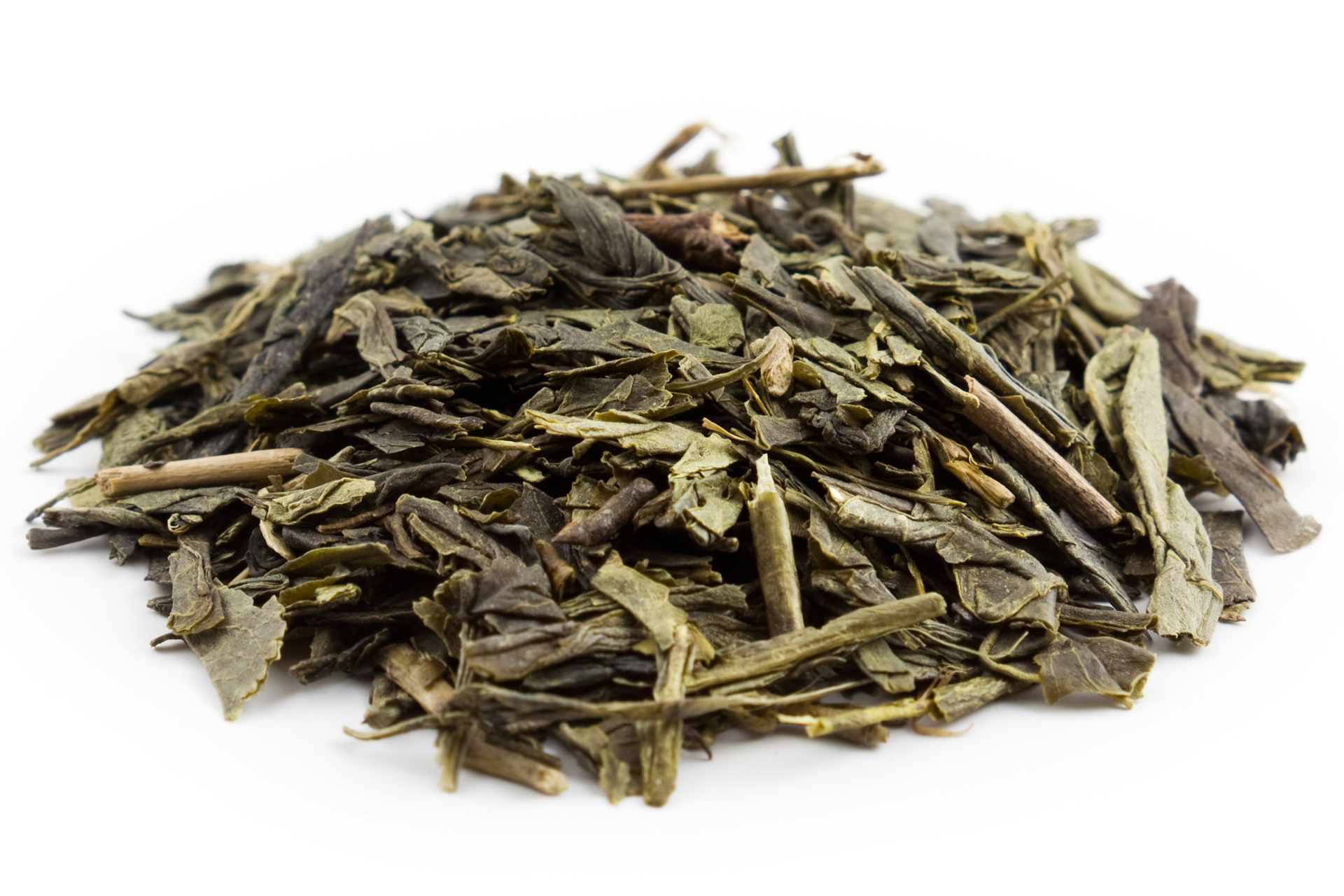
煎茶的茶葉

日本煎茶由中國傳入，其名稱來自於用熱水煎煮茶葉，以淬取出茶湯，故稱煎茶。後來改良成用茶壺及熱水來沖泡。
其茶葉製作方法，分成釜炒與蒸青兩種流派。先經燻蒸，然后將茶葉揉捻成為卷狀，經過焙乾製成。由于煎茶用蒸青的製作工藝，所以色澤更接近茶葉天然本色，更青綠一些。日本很多地區都生產煎茶，但以宇治煎茶最好，也最有名氣，較其他地方的煎茶售價也較貴。
煎茶是一種十分大眾的製茶和飲茶法，煎茶對茶葉的要求並不高，普通茶葉就可以製作煎茶，製法也不複雜，只要乾燥茶葉，蒸青，再揉捻成細卷狀，再焙乾。煎茶飲法也很簡便，將沸水注入茶碗內，把煎茶放進去飲用就可以了。煎茶無論製或飲與抹茶流派複雜的工具、繁縟的禮節相比，都顯得十分簡潔。因此，人們常用“茶道與效率”、“簡練之美”這樣的詞匯來形容煎茶。同時由于煎茶比較抹茶更凝練，也是簡練、自由、獨立的生活方式的象征。
經由蒸菁、揉捻、焙乾等程序製成的煎茶，葉片如翡翠般青綠細長、茶湯呈春季茶園般的青綠色澤，飽滿的甘甜與清新暢快的茶香，和諧巧妙地平衡於內斂優雅的芬芳香氣之中，是日本茶中最具代表性的日常茶飲。

## 狹義的煎茶
狹義的煎茶，指使用是在採收期做第一次採收（一番茶）及第二次採收（二番茶）的茶葉來製作。其茶樹為露天種植，不像玉露以棚架來遮蓋，所以其味甘中帶有些許苦澀。一般是用70℃左右的熱水浸泡1～2分鐘而成